# Sevrey
Sevrey település Franciaországban, Saône-et-Loire megyében. Lakosainak száma 1208 fő (2022. január 1.). Sevrey Lux, La Charmée, Saint-Loup-de-Varennes, Saint-Rémy és Chalon-sur-Saône községekkel határos.

## Népesség
A település népessége az elmúlt években az alábbi módon változott:
| Lakosok száma | 1385 | 1282 | 1256 | 1226 | 1285 | 1290 | 1263 | 1235 | 1208 |
|               | 2013 | 2015 | 2016 | 2017 | 2018 | 2019 | 2020 | 2021 | 2022 |